# Gregorius Horstius
Gregorius Horstius (1578-1636) (* Torgau, 5 de Novembro de 1578 - Ulm, 9 de Agosto de 1636), foi médico, anatomista e Professor de Medicina da Universidade Justus Liebig de Gießen.  Por causa da sua brilhante carreira como médico e da sua precocidade para a racionalização da ciência médica, ele foi considerado pelos seus contemporâneos como prudens Practicus (profissional experiente), sendo também denominado o Asclépio dos alemães.  O seu trabalho se sintetizava no lema que adotou para o exercício da sua profissão: Ratio et experientia  (Razão e Experiência).

## Biografia
Gregorius Horstius nasceu em Torgau e era filho do arquiteto alemão Georg Horst (1534–1584) e de sua esposa Anna Bornitius.  Do segundo casamento  da viúva Anna nasceu o seu meio-irmão Jakob Müller (1594–1637), que também foi médico e professor de medicina em Gießen.  Horstius estudou medicina e filosofia na Universidade de Helmstedt em 1597 e em 1600 entrou para a Universidade de Wittenberg.  Após algumas viagens de estudo que fez para a Suíça e Áustria, ele recebeu sua licenciatura em 1606, em Basileia, como Doutor em Medicina.  No mesmo ano ele deu aulas de Medicina na Universidade de Wittenberg.
Como ele já desfrutava de relativa reputação pelos seus escritos, foi nomeado em 1608 segundo professor do corpo docente do departamento de Anatomia e de Botânica de Gießen.  No ano seguinte ele se tornou médico-particular do patrono e fundador da Universidade Ludwig V. de Hesse-Darmstadt, onde ele ganhou considerável influência política.  Em 4 de Dezembro de 1615 ele se casou com Hedwig Stamm, filha de um professor de Gießen.  Juntos eles tiveram seis filhos, dentre eles, Gregor Horstius (1626-1661), que também foi anatomista, zoólogo e colaborador de Conrad Gessner.  Outro filho de Gregorius Horstius, Johann Daniel Horstius (1616-1685) tornou-se em 1637 professor de medicina da Universidade de Gießen, em Marburg.
Gregorius Horstius realizou em Gießen, conforme o costume da anatomia moderna da época, as primeiras exibições em público.  Então, em 1615, ele teve permissão do landgrave para realizar uma dissecação em um corpo do sexo feminino, que tinha pertencido a uma assassina de crianças da cidade de Nidda, trabalho esse que foi publicado na obra Anatomia publica.  Para essas seções eram convidados, através de cartazes de propaganda, todos os amantes do auto-conhecimento.  Horstius foi diretor em 1608 do ainda existente Hortus Medicus, considerado o mais antigo jardim botânico da universidade, sem nunca ter sofrido nenhuma alteração desde o seu projeto inicial.
Em 1612 é lançada em Giessen a revista De Natura Humana (Sobre a natureza humana), onde ele apresentou o seu Livro de Anatomia.  Essa obra foi inspirada na Escola de Vesalius, em Basileia, mas havia sido escrita com o intuito de ser usada no ensino de anatomia nas universidades.  Horstius gostava de ensinar, além de anatomia, as causas do escorbuto, as principais doenças infecciosas, como o sarampo, a rubéola, a varíola e a peste.  Ele fez críticas aos seus colegas, os médicos não-empíricos, que operavam sem um exame antecipado.
Provavelmente devido ao caos iminente da Guerra dos Trinta Anos, Horstius deixou a Universidade de Giessen, antes de sua revogação em 1625, e se transferiu para Marburgo.  Ele foi o primeiro médico da cidade de Ulm, onde morreu de gota em 1636.  Seus escritos continuaram a ser ensinados depois da sua morte, e novas edições foram preparadas, inclusive uma coleção de suas obras mais importantes (Opera Medica) foi publicada em 1661 na Holanda.

## Obras principais
- De Mixtis in genere, in qua proponuntur propria principia mistorum, ipsa mistio, et ea, quae misti naturam in genere consequuntur. Meißner, Wittenberg 1603.
- Nobilium Exercitationum De Humano Corpore Et Anima Libri duo. Berger/Gorman, Wittenberg 1607.
- Decas problematum medicorum, ad precipuarum febrium cognitionem et curationem inserviens. Crato, Wittenberg 1608.
- Disputationum medicarum viginti, continentes universae medicinae delineationem locis Hippocratis et Galenicis ut plurimum illustr. Berger, Wittenberg 1609.
- Büchlein Von dem Schorbock. Hampelius, Gießen 1611.
- Decas pharmaceuticarum exercitationum, add. totidem casibus specialibus. Chemlin, Gießen 1611.
- Dissertatio de natura amoris. Chemlin, Gießen 1611.
- De Natura Humana Libri duo, Quorum prior de corporis structura, posterior de anima tractat. Ultimò elaborati, Commentariis aucti … Cum præfactione de Anatomia vitali & mortuâ pro concilatione Spagyricorum & Galenicorum plurimum inseruiente'* Bergerus, Wittenberg 1612.
- De Morbis, eorumque casis liber. Chemlin, Gießen 1612.
- De Anatomia vitali et mortua. Gießen 1612.
- De Natura motus animalis et voluntarii. Exercitatio singularis ex principiis physicis, medicis, geometricis et architectonicis deducta. Chemlinus, Gießen 1617.
- Dissertatio De causis similitudinis et dissimilitudinis in foetu, respectu parentum …: Cvi annexa est Resolvtio Quæstionis De diverso partus tempore, inprimis´q; quid de septimestri & octimestri partu sentiendum. Chemlin, Gießen 1618.
- Kurtzer Bericht Von den Verschlechten oder Kindsblattern/ wie auch Masern/ Röteln oder Kindsflecken. Chemlin, Gießen 1621.
- Centuria problematum medicorum therapeutichon, continens gravissimorum affectuum cognitionem et curationem, juxta principia Hippocratica, Galenica et hermetica deductam. Endter, Nürnberg 1636.
- Gregor. Horstii: Opera medica. Nürnberg 1660, Gouda und Amsterdam 1661 (posthume Sammlung seiner Schriften)
- Gregorii Horstii, D. Dissertatio De Natura Thermarum. Giessae 1618, Online-Ausgabe der Sächsischen Landesbibliothek - Staats- und Universitätsbibliothek Dresden